# 四维八德

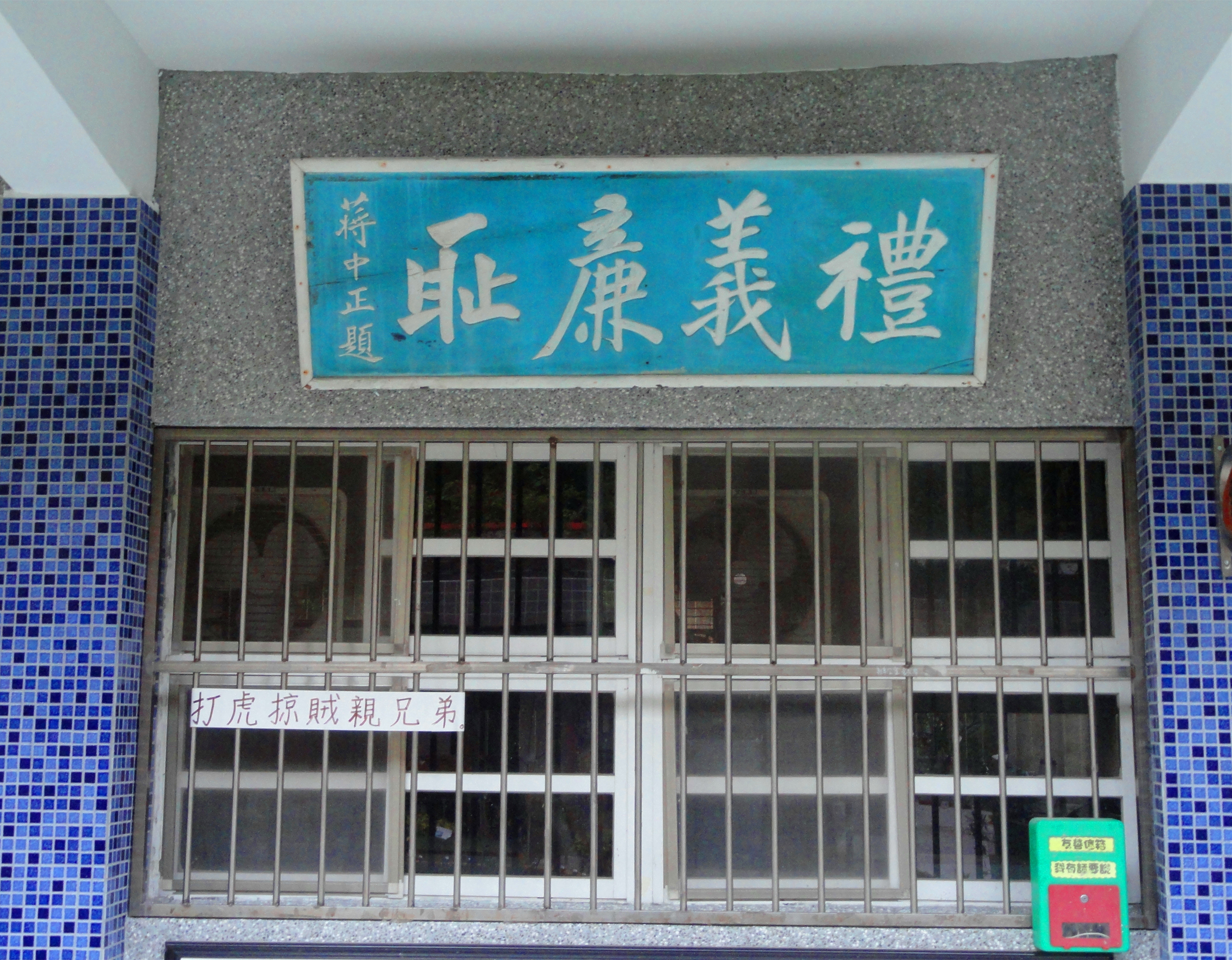
在臺灣各地国小可见的“禮義廉耻”匾牌

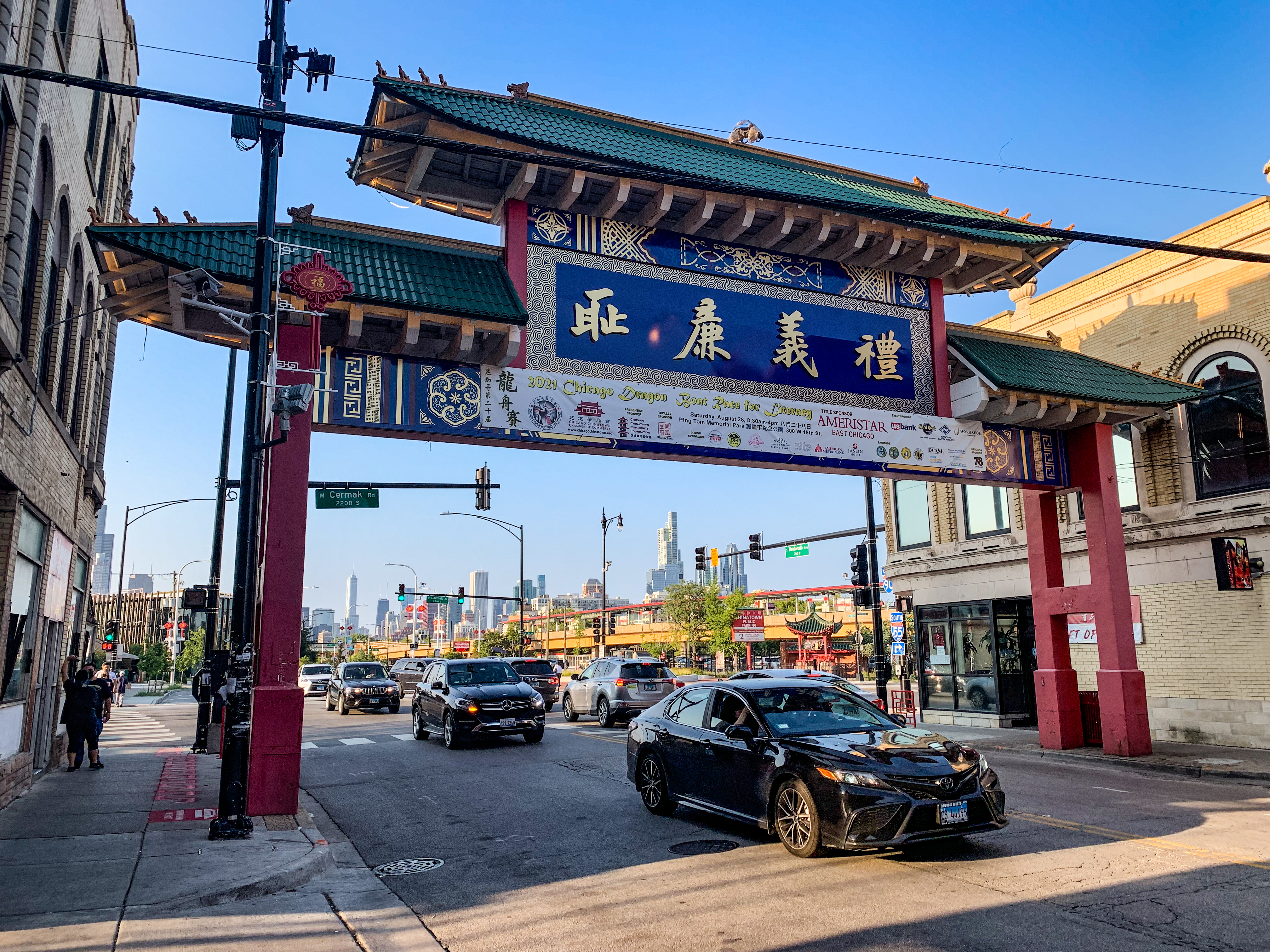
芝加哥唐人街“天下为公”牌楼背面，上书“礼义廉耻”。

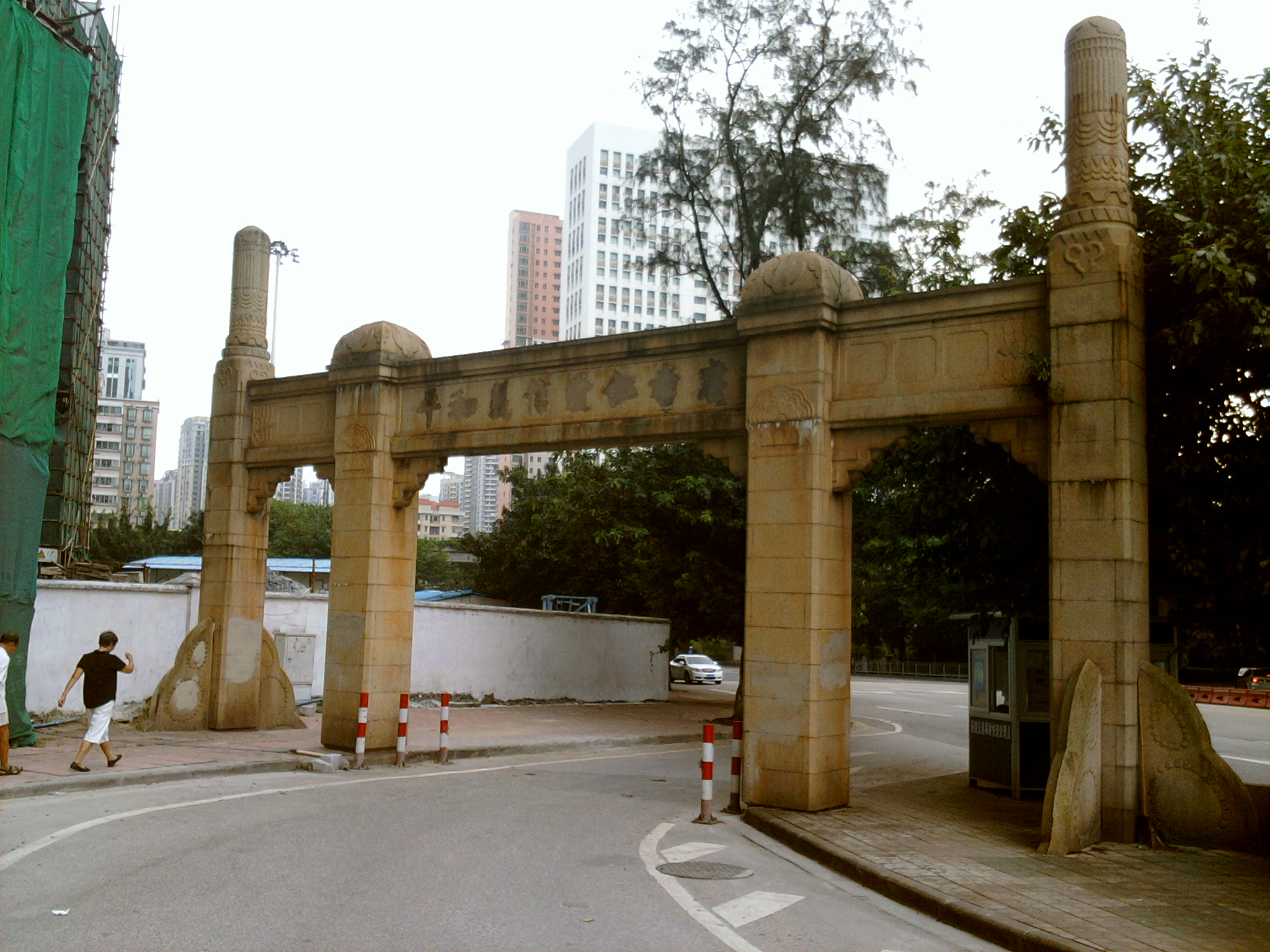
中國大陸在文化大革命期間，民國時期的「四維八德」被認為需「破四舊」而加以毀壞。圖為廣州原國立中山大學西門牌坊背面的八德「忠孝 仁愛 信義 和平」在文革時被人用水泥破壞。牌坊由國立中大首任校長鄒魯題字。

四維八德是中华民族傳統美德。其中「四維」出於相傳是齊國管仲所作的《管子》一書，該書把禮、義、廉、耻稱為國之「四維」。孫中山在三民主義中的民族主義第六講中特別倡導忠、孝、仁、愛、信、義、和、平為「八德」，當時稱為固有之道德。兩者合而為之「四維八德」。

## 四维
《管子》牧民篇有如下文字，应为“四维”的源起：
| “ | 仓廪实，则知礼节。衣食足，则知荣辱。上服度，則六親固。四维张，则君令行。故省刑之要，在禁文巧；守国之度，在饰四维。……四维不张，国乃灭亡。……国有四维，一维绝则倾，二维绝则危，三维绝则覆，四维绝则灭。倾可正也，危可安也，覆可起也，灭不可复错也。何谓四维？一曰礼、二曰义、三曰廉、四曰耻。礼不逾节，义不自进，廉不蔽恶，耻不从枉。故不逾节，则上位安；不自进，则民无巧诈；不蔽恶，则行自全；不从枉，则邪事不生。 | ” |

民国二十三年（1934年），国民政府军事委员会委员长蒋中正发动新生活运动，确立了“礼义廉耻”国之四维的地位，并重新解释为“礼是规规矩矩的态度，义是正正當當的行为，廉是清清白白的辨别，耻是切切实实的觉悟”；在中国抗日战争时期，再增修戰時的意義为“礼是严严整整的纪律，义是慷慷慨慨的牺牲，廉是实实在在的节约，耻是轰轰烈烈的奋斗”。并且以正面方式陳述四維重要：「禮義廉恥，國之四維，四維既張，國乃復興」。
四維是立國的根本，是個人處世的標準。

### 四維的解釋
「禮」即是合理合宜，有節有禮，也就是孔子所說「七十而從心所欲，不逾矩《論語》」的「不逾矩」。儒者通過「省吾身」以避免行為「踰矩」。直到「從心所欲」卻能，「不逾矩」，達到王陽明所謂的「此心光明」的境界。這個理是人本的天理。合禮就是合乎天理，不傷天害理。天理的標準就是仁。儒家講究「學以致用」。學養能夠達到「仁」的境界，行為必然合乎「禮」。
「義」即是宜。 也就是行為正當，合乎正道。
「廉」是凡事堂堂正正，坦蕩無遮。能如是，貪贓枉法之事，何由發生？
「恥」是不盲從，知道取捨之道。因此能有所為而有所不為。因為根據仁的標準決定取捨，所以沒有邪惡的行為。儒家運用道德約束人們的行為，最基本的就是達到不違仁。 就是王陽明說的「致良知」。

## 八德
宋代有了“八德”：孝、悌、忠、信、礼、义、廉、耻，这其中再次恢复了管仲提出的“四维”，去掉了“仁”，增加了“孝”与“悌”，将家族道德置于首位。随着中国农业社会的发展，以家庭为本位的农业经济日益稳定与发展，“家”对于农业经济的发展，对于社会的祥和与稳定等功能日益突出，“家”乃对于中国文化的强势冲击，康有为、梁启超、孙中山都认为，道德是中国之长项，只要推陈出新，就能够建构中国的新道德。梁启超等维新派，试图以“孝、悌、忠、信”这“四德”为基础，吸收西方近代道德精华，建构中国新道德。孙中山、蔡元培等提出了“忠、孝、仁、爱、信、义、和、平”新“八德”，这是“中体西用”、中西道德精华相融合的杰作。
新八德指忠孝、仁愛、信義及和平。孙中山在《三民主義之民族主義》第六講中，特別重視倡導，因共計有八字，故一般慣例簡稱為「八德」。孙中山說：

「講到中國固有的道德，中國人至今所不能忘記的，首是忠孝，次是仁愛，其次是信義，其次是和平。這些舊道德，中國人至今還是常講的，但是現在受外來民族的壓迫，侵入了新文化，那些新文化的勢力，此刻橫行中國，一般醉心新文化的人，便排斥舊道德，以為有了新文化，便可以不要舊道德；不知道我們固有的東西，如果是好的，當然是要保存，不好的才可以放棄。……
……我們在民國之內，照道理上說，還是要盡忠，不忠於君，要忠於國，要忠於民，要為四萬萬人去效忠。為四萬萬人效忠，比較為一人效忠，自然是高尚得多。故忠字的好道德，還是要保存。
講到孝字，我們中國尤為特長，尤其比各國進步得多。孝經所講孝字，幾乎無所不包，無所不至；現在世界中最文明的國家，講到孝字，還沒有像中國講到這麼完全；所以孝字更是不能不要的。國民在民國之內，要能夠把忠孝二字講到極點，國家才自然可以強盛。
仁愛也是中國的好道德，古時最講愛字的莫過於墨子，墨子所講的兼愛，與耶穌所講的博愛是一樣的。古時在政治一方面所講愛的道理，有所謂愛民如子，有所謂仁民愛物，無論對於什麼事，都是用愛字去包括；所以古人對於仁愛，究竟是怎麼樣實行，便可以知道了。……
講到信義，中國古時對於鄰國和對於朋友，都是講信義的。依我看來，就信字一方面的道德，中國人實在比外國人好得多。在什麼地方可以看得出來呢？在商業的交易上，便可以看得出。……
至於講到義字，中國在很強盛的時代也沒有完全去滅人國家；比方從前的高麗，名義上是中國的藩屬，事實上是一個獨立國家……中國強了幾千年而高麗猶在，日本強了不過二十年，便把高麗滅了，由此便可見日本的信義不如中國，中國所講的信義，比外國要進步得多。
……中國人幾千年酷愛和平都是出於天性，論到個人便重謙讓，論到政治便說不嗜殺人者能之一，和外國人便有大大的不同；所以中國從前的忠孝仁愛信義種種的舊道德，固然是駕乎外國人，說到和平的好道德，更是駕乎外國人。這種特別的好道德，便是我們民族的精神；我們以後對於這種精神，不但是要保存，並且要發揚光大，然後我們民族的地位才可以恢復。」

民国廿三年，时任国民政府军事委员会委员长的蒋中正发动新生活运动，八德与四维并为两大主题。